# ヨーク半島
ヨーク半島（英語: Yorke Peninsula）とは、オーストラリア南オーストラリア州、アデレードの西側にある半島である。西側にスペンサー湾、東側にセントビンセント湾を臨んでおり、インベスティゲーター湾を挟んでカンガルー島と向かい合っている。数理的位置では南緯34度21分 東経137度37分 / 南緯34.350度 東経137.617度に位置している。

## 概観

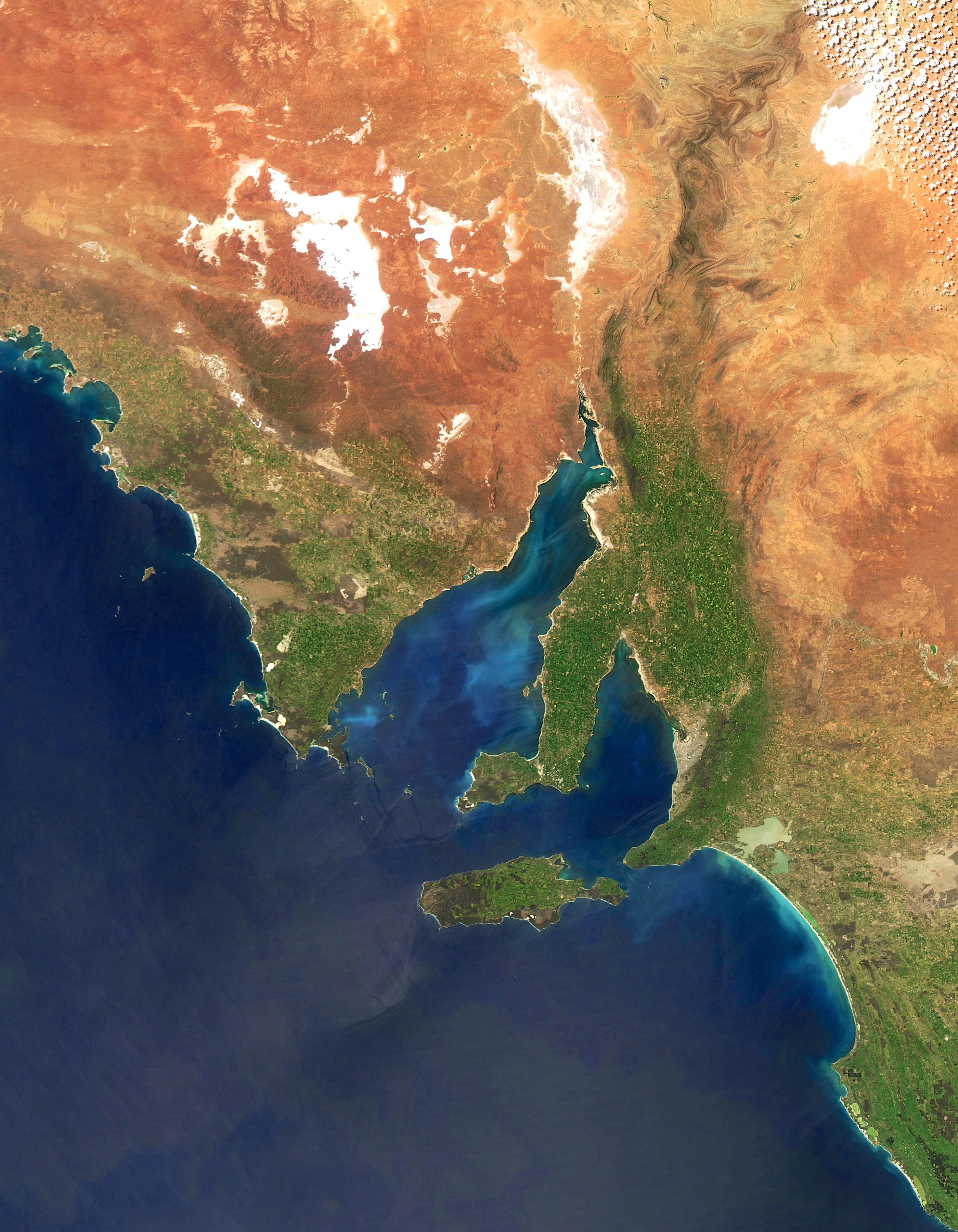
二つの入江に挟まれたブーツ型の半島がヨーク半島である

ヨーク半島の名はマシュー・フリンダースによって与えられた。名称はチャールズ・フィリップ・ヨークに由来している。フリンダースはフランスの探検家であるニコラ・ボーダンに僅かの差を以て早く発見した。
1840年前後まではこの地に白人の集落は無く、ヨーク半島はナルンガ人の土地であった。今日でも、ナルンガ人の子孫は、メートランドのナルンガ・アボリジニー普及機構の援助を受けたり、ポイント・ピアースのコミュニティの中で暮らしたりしてヨーク半島に居住している。
コッパー・コーストに属するカディナ、ムーンタ、ワラルー等を含んだこの半島圏の大都市は、メートランド、ミンラトン、ヨークタウン等が挙げられ、また港町であるアードロッサンも挙げられる。いくつかの小さな町も釣りの名所として知られており、休日にはアデレードを中心に観光客がやってくる。また、半島の南西端はインネズ国立公園に指定されている。
ヨーク半島はオオムギの生産地としても知られている。この土地には鉄道が通っていないため、歴史的に生産物は海運で運ばれた。そのため、半島の海岸沿いにある小さな町の多くは波止場を有している。かつてはケッチやスクーナーが入港していたが、後に蒸気船となった。道路網が発達すると、トラックが輸送手段となり、海運は廃れた。だが、1970年には深い港が半島の南東端に近いポート・ギレスに出来、それ以外の地域ではほぼ全てが陸運へ転換した。その他、海運が使われ続けた地域としては、ワラルーやアードロッサンが挙げられ、これらの港はアリウム社のドロマイト輸送に使われた。オーストラリア小麦局の集散所はメートランドにあるが、海運で辿り着く事は出来ない。

## 地形

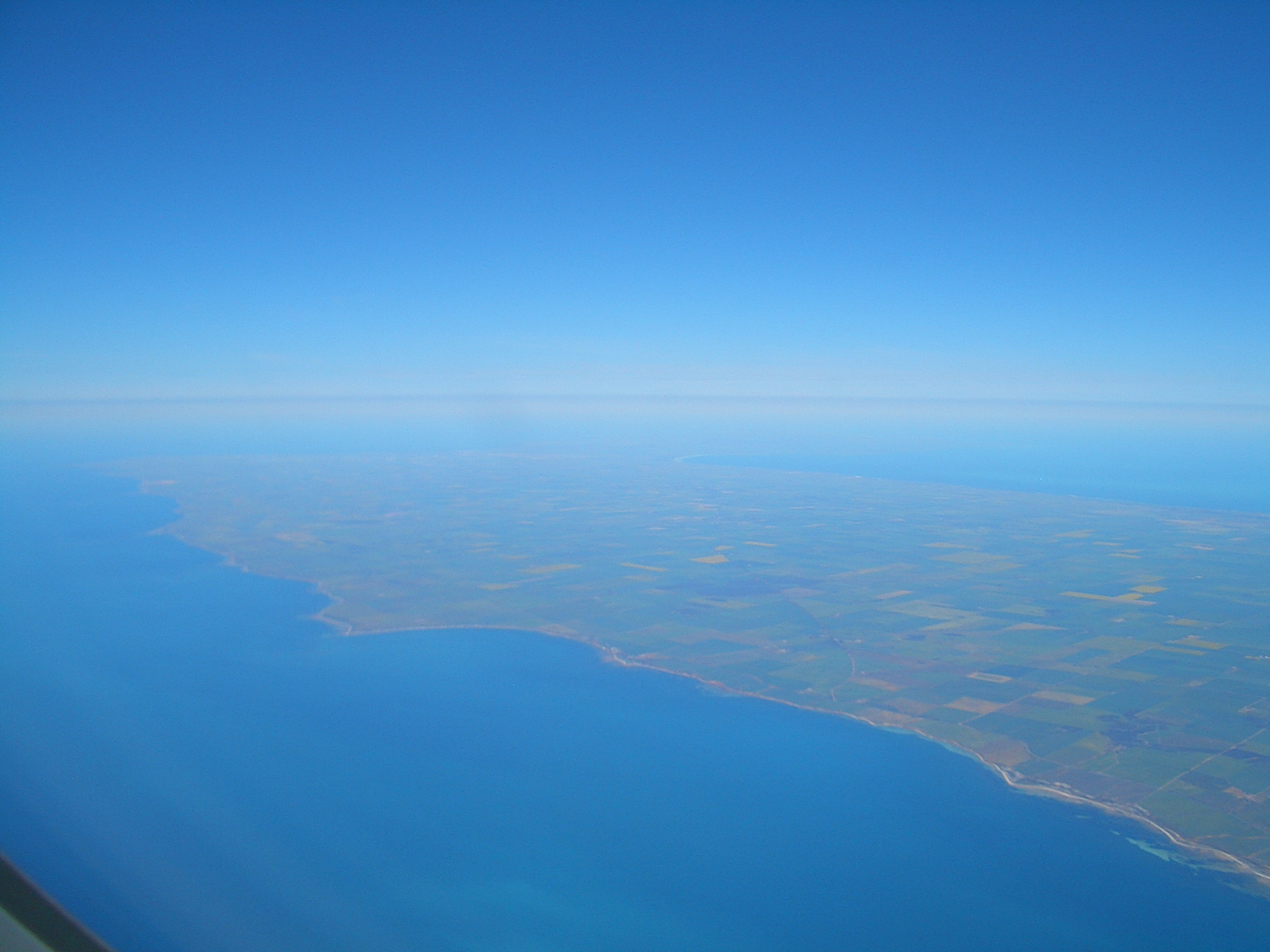
アードロッサン南方上空からのヨーク半島空撮。手前がセントビンセント湾で奧がスペンサー湾。水平線近くには「ブーツの先」が見える。

この地域はヨーク地塁としても知られている。ヨーク地塁は南オーストラリア・シャッター・ベルトとは異なり、オーストラリア楯状地の一部となっている。また、エアー半島とともに、エアー・ヨーク・ブロック生物圏区にも指定されている。

## 交通
Sea SA Car & Passenger Ferriesがワラルーとエアー半島のコーウェルに近いラッキー湾の間を結んでいる。

## 有名人

### 政治家
- ジョン・オルセン  - 元南オーストラリア州知事

### スポーツ
- リチャード・チャンピオン - サッカー選手
- アダム・グーズ  - オージーフットボール選手
- ベルニー・ヴィンス  - オージーフットボール選手
- サム・ヤコブス  - オージーフットボール選手
- スコット・マクマホン - オージーフットボール選手
- フィオーナ・ポイントン - ネットボール選手

### その他
- フィオーナ・オラフリン - コメディアン
- エミリー・タヘニー   - 女優
- ルーニー・タヘルニー  - 音楽家[2]
- ハリー・バトラー - パイロット
- アルビー・マンゲルス - 冒険家

## ギャラリー

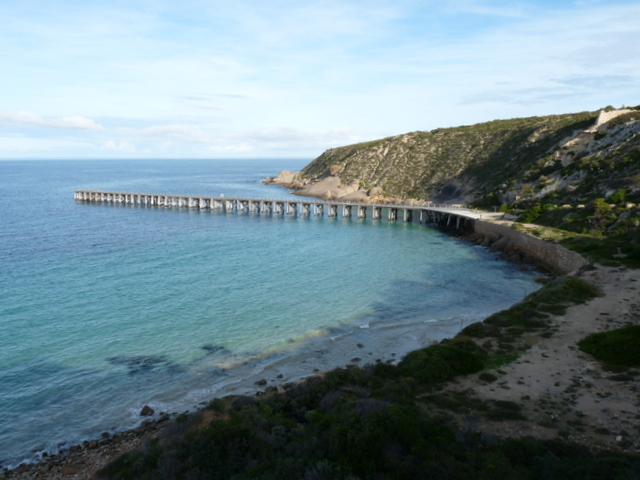
ステンハンス湾の波止場
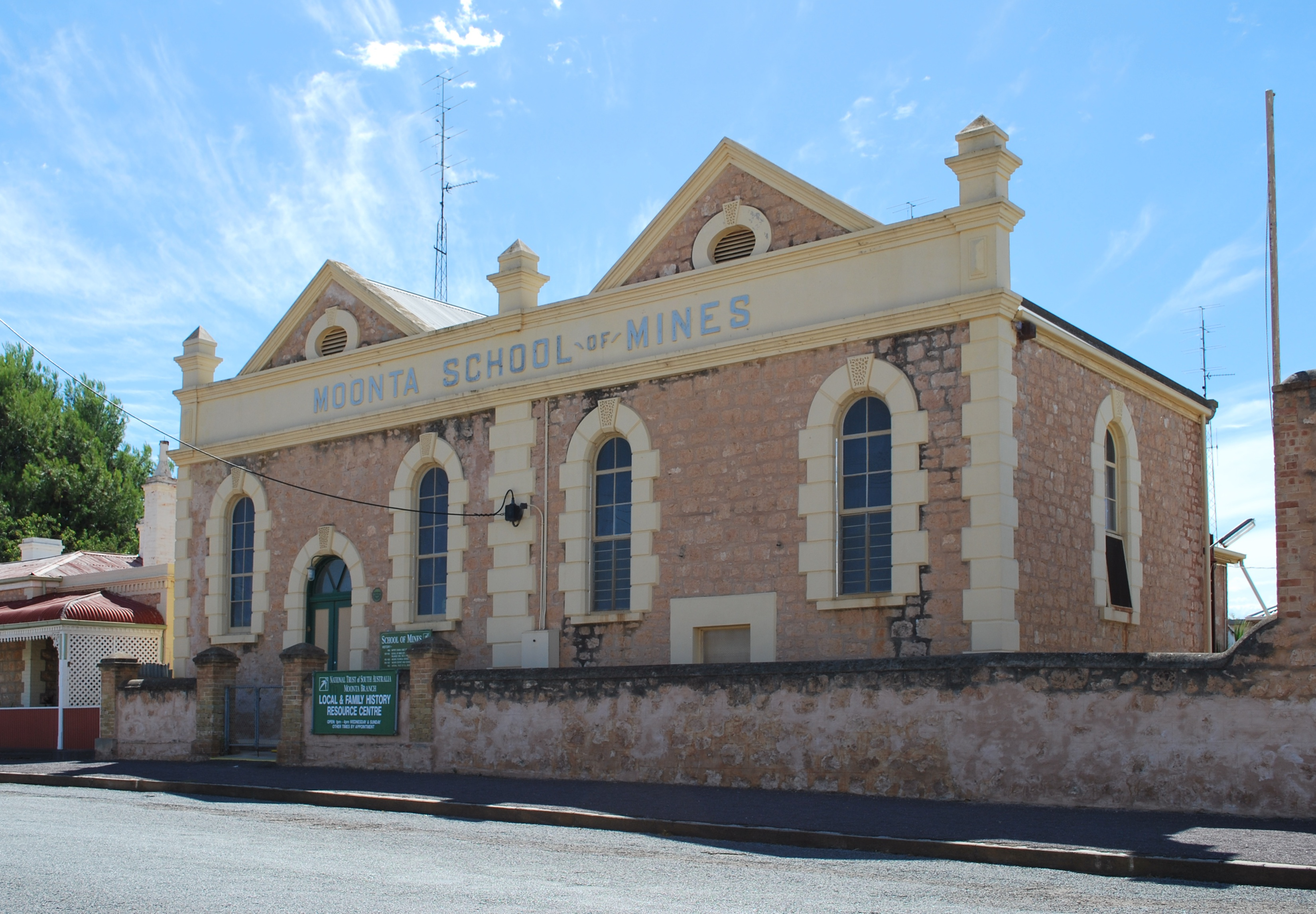
ムーンタの学校
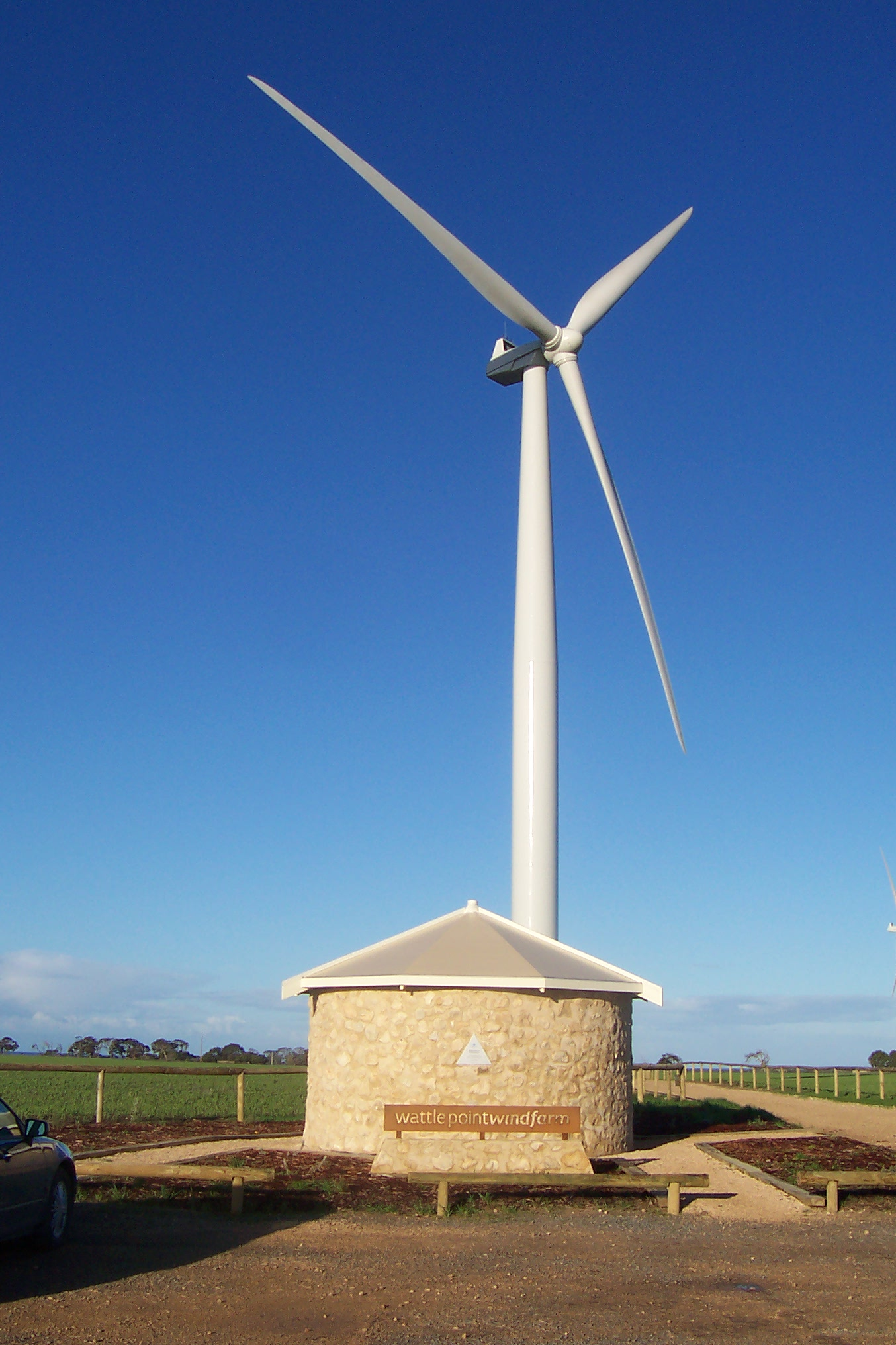
風車
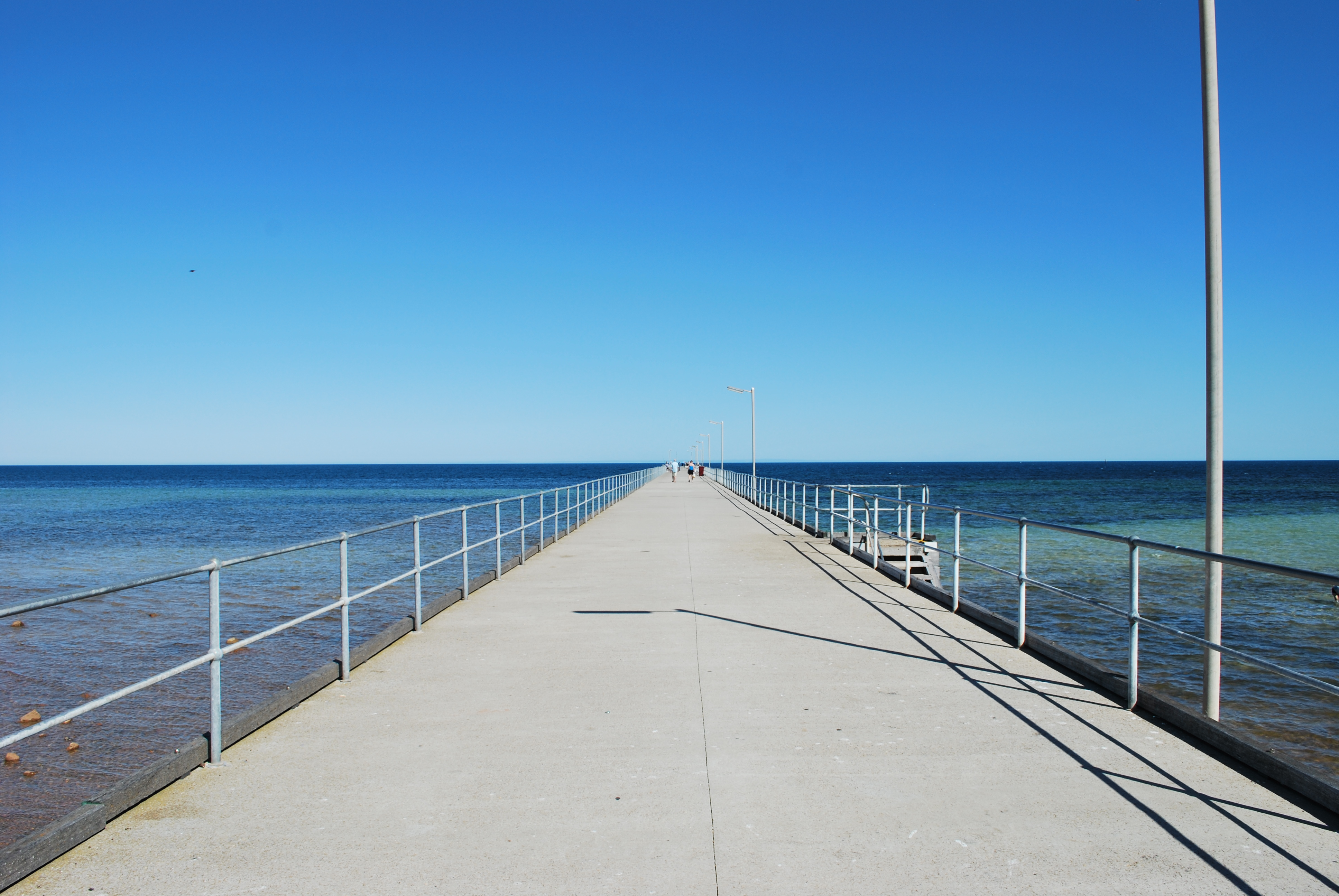
アードロッサンの波止場
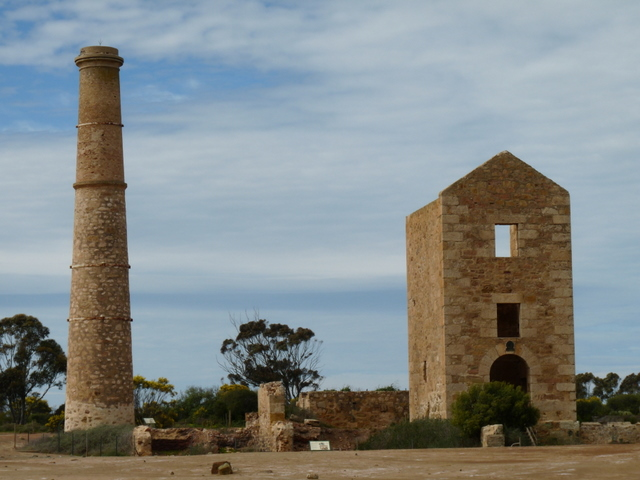
ムーンタ鉱山
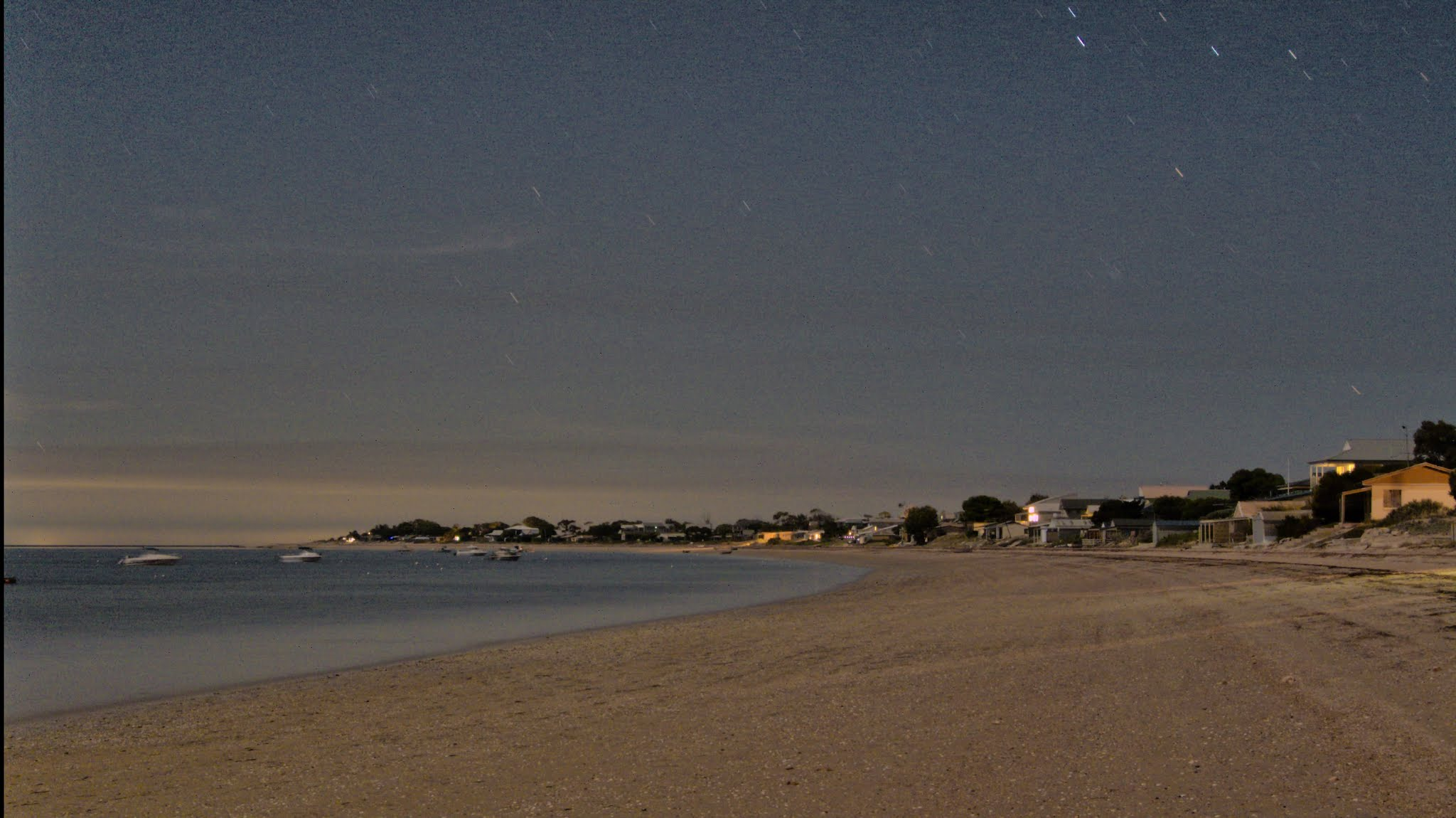
夜の海岸